# 제40회 미국 작가 조합상
제40회 미국 작가 조합상은 1987년 뛰어난 활동을 보인 영화 작가를 기리기 위해 1988년 2월에 열린 시상식이다. [서부]LA, 비벌리 힐튼 호텔/[동부]뉴욕, 윈도우즈온더월드에서 개최되었다.

## 수상 및 후보

### 각본상
- 문스트럭 - 존 패트릭 샌리 수상

### 각색상
- 록산느 - 스티브 마틴 수상

### 월계수상
- 해리엇 프랭크 주니 수상
- 얼빙 라베치 수상

### 발렌타인 데이비스 상
- Lois Peyser 수상

### 모건 콕스 상
- 다니엘 타라대쉐 수상